# پل هولز
پل هولز (انگلیسی: Paul Holz; ۲۷ سپتامبر ۱۹۵۲ – ۰ دسامبر ۲۰۱۷) بازیکن فوتبال اهل آلمان بود.
از باشگاه‌هایی که در آن بازی کرده‌است می‌توان به باشگاه فوتبال شالکه ۰۴، باشگاه فوتبال بوخوم، باشگاه فوتبال بروسیا دورتموند، و باشگاه فوتبال هانوفر ۹۶ اشاره کرد.